# Apostolepis borellii
Apostolepis borellii é uma espécie de serpente pertencente ao gênero Apostolepis. É endêmica ao Brasil, sendo conhecida apenas do estado do Mato Grosso.